# Stoječa Madona (van der Weyden)
Stoječa Madona (ali Madonna al latte) je majhna slika flamskega umetnika Rogierja van der Weydena iz približno 1430–1432. Gre za levo ploščo diptiha, ki se od leta 1772 nahaja v muzeju Kunsthistorisches Museum na Dunaju. Desna plošča prikazuje sv. Katarino, muzej pa jo tudi pripisuje Van der Weydnu, vendar je slabše kakovosti in na splošno velja za delo člana delavnice.
Na plošči je prikazana Madona in otrok, ki stoji v poslikani niši. Arhitektura niše vsebuje svetopisemske in nebeške figure, izdelane v grizaju, vključno z Bogom Očetom, Svetim Duhom, ki ga predstavlja golob, ter Adamom in Evo. Na sliko vpliva oltarna slika Gentski oltar Jana van Eycka, ki jo je mlajši umetnik verjetno videl, ko se je okoli leta 1432 preselil v Gent. Podobnosti z van Eyckom vključujejo postavitev figure v nišo, ločevanje Adama in Eve po ploščah ter postavitev figure Boga opirajočega se na okvir.

## Opis
Slika predstavlja Marijo lactans – Doječo Marijo. Marija in otrok stojita v prostoru, ki ga omejujeta bogat brokatni prestol zadaj in nežna zavesa krogovičja spredaj, sploščenost slikovnega prostora v nekakšen relief, ki ga Panofsky šteje za že nedvomno rogerijevskega. To je bila tehnika, ki jo bo še izboljšal v svoji sliki Duránova Madona iz leta 1435–1438. V tem delu Marija drži otroka v naročju, ko ga doji. Modra barva njene halje morda nakazuje na njeno predanost in zvestobo sinu. Nosi krono, ki jo postavlja kot nebeško kraljico. Otrok ni oblečen, razen bele platnene krpe, kar je napoved mrtvaškega prta, v katerega je bilo po snemanju s križa pozneje zavito njegovo telo.
Niša okoli osrednjega para vsebuje številne biblijske figure v grizaju. Bog oče je prikazan na sredini na vrhu, tik nad vbočenim profilom niše. Upodobljen je v čelnem nagibu, kar daje vtis, da izhaja iz oblakov okoli sebe. Zdi se, da se nagiba naprej z eno roko, ki je dvignjena v blagoslov, druga pa naslonjena na okvir, slednji je naprava verjetno izposojena iz upodobitve preroka Miheja v desni luneti na zunanji strani Gentskega oltarja. Na obeh upodobitvah je oče prikazan neposredno nad Marijo, ki jo gleda navzdol in počiva na okvirju slike. Na trenutni plošči nad Marijo lebdi golob, ki simbolizira Svetega Duha.
Na Marijini levi in desni so figure Adama in Eve, ki se nanašajo na odrešenje. Eva stoji pod jablano, z veliko kačo s človeško glavo, ki se vije okoli telesa. Jedla je prepovedan sadež, kar kaže, da je upodobljena v trenutku človekovega padca. Vendar se Rogier izogiba temu, da bi delu zagotovil pripovedni element, tako da obrne tipično upodobitev prvega para; Adam je na levi, Eva na desni. Do zdaj sta za umetnost nenavadno ločena, ločena na obeh straneh imitacijskega slikovnega okvira. Tudi to je verjetno izposojeno iz Gentskega oltarja, kjer sta zakonca ločena s petimi ploščami. Levi na naslonih za roke stola za Marijo kažejo, da stoji pred Salomonovim prestolom, kot je prikazano tudi v sliki Lucca Madona Jana Eycka, ki opozarja na tradicijo sedeža modrosti.
Z upodabljanjem pomožnih figur v grizaju Rogier razlikuje med zemeljskimi, ki so upodobljeni kot meseni in božanskimi, ki so v času zamrznjeni kot imitacija skulpture.

## Datacija
To sliko skupaj z Devico in otrokom na prestolu na splošno navajajo kot najzgodnejša znana dela Van der Weydna. Umetnostni zgodovinar Erwin Panofsky je predlagal, da jih je produciral še v delavnici Roberta Campina. John Ward z Univerze na Floridi predlaga, da je naslikal Stoječo Madono potem ko je zapustil Campinov atelje, da bi odpotoval v Gent, kjer je verjetno videl nov dokončan Gentski oltar, ki je podpisan in datiran 6. maja 1432.
Karl Birkmeyer, ki opozarja na številne zglede pri van Eycku, meni, da je bila slika končana po tem, ko je Rogier zapustil vajeništvo. Pri tem se opira na dokumentarne dokaze, da je umetnik zapustil Campinov atelje šele 1. avgusta 1432 in ponuja, da tehnična in kompozicijska spretnost dela že kaže na sposobnost in ustvarjalno svobodo mojstra. Birkmeyer nadalje analizira, kako izposoja motivov ni zgolj odmev in da jih Rogier gradi in absorbira v svoj izrazni jezik. Številni motivi, h katerim naj bi se vrnil v zrelejših delih; predvsem v močnejši abstrakciji Duránove Madone.

## Galerija
- Sedelavec van der Weydna – Sv. Katarina, okoli 1430–1432, olje na plošči (desno krilo diptiha Kunsthistorisches Museum, Vienna
- Devica z otrokom na prestolu, olje na plošči, približno 1433, Museo Thyssen-Bornemisza..